# Arraye-et-Han
Arraye-et-Han település Franciaországban, Meurthe-et-Moselle megyében. Lakosainak száma 368 fő (2022. január 1.). Arraye-et-Han Ajoncourt, Fossieux, Malaucourt-sur-Seille, Manhoué, Armaucourt, Chenicourt, Jeandelaincourt, Leyr és Moivrons községekkel határos.

## Népesség
A település népességének változása:
| Lakosok száma | 276  | 240  | 319  | 333  | 343  | 350  | 359  | 363  | 363  | 368  |
|               | 1968 | 1982 | 1990 | 2006 | 2013 | 2015 | 2017 | 2019 | 2020 | 2022 |